# Artocarpus kemando
Artocarpus kemando är en mullbärsväxtart som beskrevs av Friedrich Anton Wilhelm Miquel. Artocarpus kemando ingår i släktet Artocarpus och familjen mullbärsväxter. Inga underarter finns listade i Catalogue of Life.